# Iridosornis
Iridosornis – rodzaj ptaków z rodziny tanagrowatych (Thraupidae).

## Występowanie
Rodzaj obejmuje gatunki występujące w Ameryce Południowej.

## Morfologia
Długość ciała 14–15 cm, masa ciała 16–29 g.

## Systematyka

### Etymologia
Greckie ιρις iris, ιριδος iridos – „tęcza”; ορνις ornis, ορνιθος ornithos – „ptak”.

### Podział systematyczny
Do rodzaju należą następujące gatunki:
- Iridosornis porphyrocephalus Sclater,PL, 1856 – modraszek złotogardły
- Iridosornis analis (von Tschudi, 1844) – modraszek żółtogardły
- Iridosornis jelskii Cabanis, 1873 – modraszek Jelskiego
- Iridosornis rufivertex (Lafresnaye, 1842) – modraszek złotołbisty
- Iridosornis reinhardti Sclater,PL, 1865 – modraszek inkaski